# 徳島入田中継局
徳島入田中継局（とくしまいりたちゅうけいきょく）は、徳島県徳島市に置かれていた地上アナログ放送のテレビ中継局である。

## 概要
- 当中継局は、徳島市の入田町にあり各地域に電波を発射していた。
- 地上デジタル放送は置局せず2011年7月24日のアナログ波停波を以って、廃局となった。

## 中継局概要
| 放送局名             | テレビチャンネル | 空中線電力          | ERP                  | 放送対象地域 | 放送区域内世帯数 |
| アナログテレビ中継局 |                  |                     |                      |              |                  |
| JRT四国放送          | 56ch             | 映像100mW/ 音声25mW | 映像1.45W/ 音声360mW | 徳島県       | 約-世帯          |
| NHK徳島総合テレビ    | 58ch             | 映像100mW/ 音声25mW | 映像1.45W/ 音声360mW | 徳島県       | 約-世帯          |
| NHK徳島教育テレビ    | 60ch             | 映像100mW/ 音声25mW | 映像1.45W/ 音声360mW | 全国         | 約-世帯          |

### 偏波面
- アナログテレビ中継局…垂直偏波

## 中継局置局住所
- 徳島市入田町字安都真（サンピアゴルフクラブ北方）